# Selo Vertical
A série de selos postais Verticais, também chamada de Olho-de-Cabra, foi a terceira série lançada pelos correios do Império Brasileiro, em 1 de janeiro de 1850, em substituição à série Inclinados. Os Verticais foram utilizados até o ano de 1854.
Estampados nos valores de 10, 20, 30, 60, 90, 180, 300 e 600 réis, eles mantinham a praxe das emissões brasileiras de então, de peças sem denteação, sem procedência impressa, sem a efígie imperial e impressão em apenas uma cor (preto).